# Cayo Rojas Rivera
Cayo Rojas Rivera es un educador y político peruano. Ha sido Alcalde provincial de Pachitea entre 2007 y 2014.
Nació en Panao, Perú, el 28 de febrero de 1975. Cursó sus estudios primarios y secundarios en su localidad natal. Cursó estudios superiores de educación en la Universidad Nacional Hermilio Valdizán.
Su primera participación política se dio en las elecciones municipales del 2002 en la que fue candidato del Movimiento Nueva Izquierda a una regiduría en la provincia de Pachitea. En las elecciones municipales del 2006 fue candidato a la alcaldía provincial de Pachitea por el Frente Amplio Regional resultando elegido. Fue reelegido en las elecciones municipales del 2010 cuando postuló por el Movimiento Político Hechos y no Palabras. Participó en las elecciones regionales del 20 14 como candidato a Presidente Regional de Huánuco por el Movimiento Político Hechos y no Palabras sin éxito.